# NP Весов
NP Весов (лат. NP Librae) — одиночная переменная звезда в созвездии Весов на расстоянии (вычисленном из значения параллакса) приблизительно 6645 световых лет (около 2037 парсеков) от Солнца. Видимая звёздная величина звезды — от +13,3m до +12,47m.

## Характеристики
NP Весов — пульсирующая переменная звезда типа Дельты Щита (DSCT).